# Anne Loch

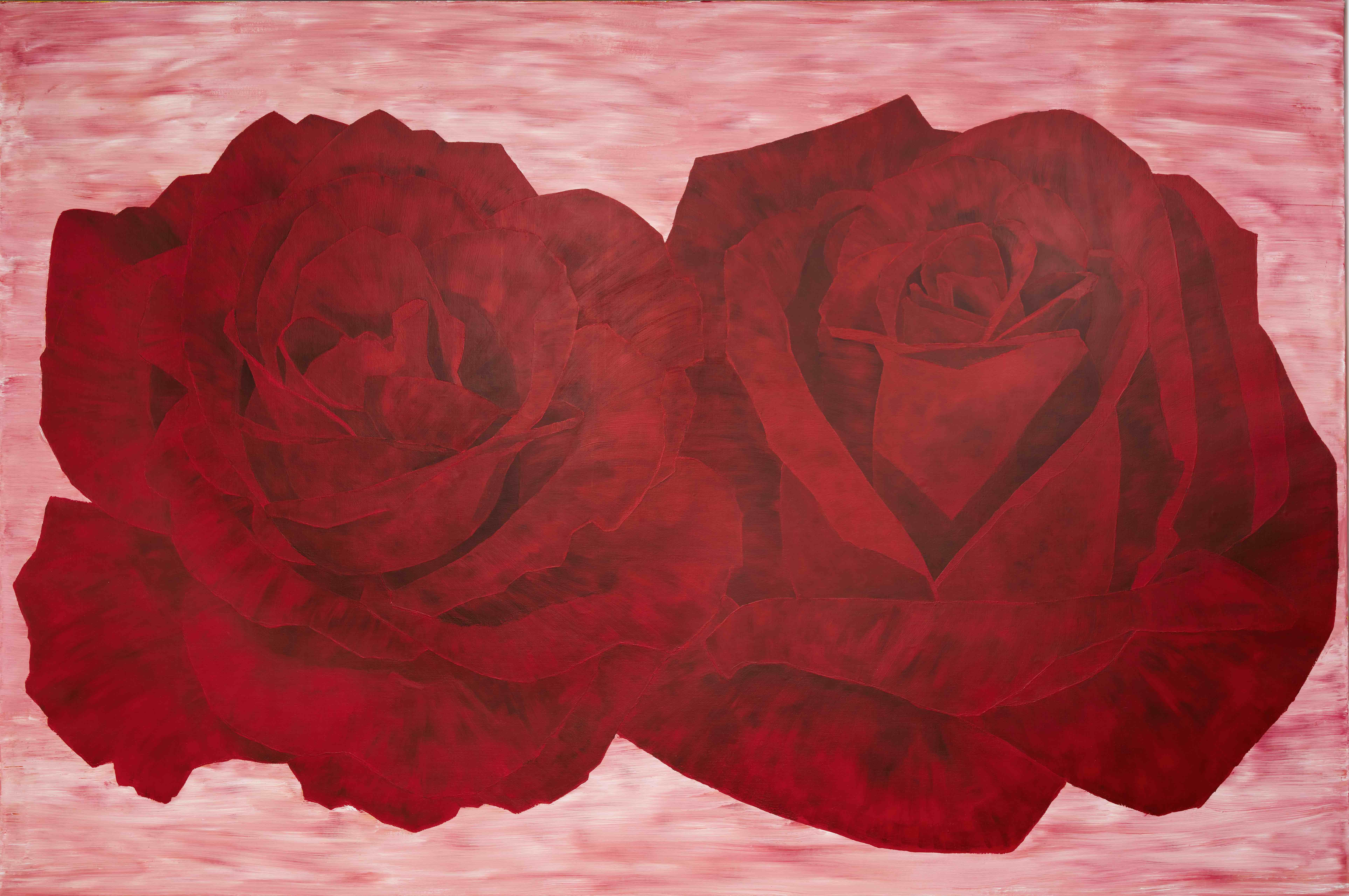
Anne Loch, Ohne Titel (AL 434), 1991, 185 × 280 cm

Anne Loch (* 11. Dezember 1946 in Minden; † 4. April 2014 in Promontogno) war eine deutsche Künstlerin.

## Leben und Werk
Anne Loch wuchs in Minden auf. Zwischen 1972 und 1978 studierte sie an der Kunstakademie Düsseldorf als Meisterschülerin von Klaus Rinke. Von 1980 bis 1984 lebte und arbeitete sie in Neapel. Ab 1984 entstanden im Atelier in Köln große, farbige, unterkühlte Blumen- und Landschaftsbilder in monumentalen Formaten. 1983 nahm Monika Sprüth die Künstlerin in ihr Programm auf. Im Jahr 1987 folgten erste Einzelausstellungen in Museen wie 1987 im Neuen Kunstverein Aachen und 1988 im Bonner Kunstverein.
1988 wendete sie sich vom Kunstbetrieb ab und ging in die Schweiz. Sie wohnte und arbeitete in Thusis und lebte völlig zurückgezogen. In Thusis schaffte sie rund 500 der insgesamt über 1400, meist großformatigen Gemälde und Zeichnungen. Während dieser Periode lernte sie das Berner Galeristenpaar Erika und Otto Friedrich kennen, die ihr mehrere Ausstellungen widmeten. Auf Wanderungen entstanden Serien mit zahlreichen Fotografien sowie 1995 die beiden Filmskizzen Anarche und Der Tag. 1989 begann Loch mit der Aufnahme von Sprechbändern, die sie später zu unveröffentlichten Tagebüchern verarbeitete.
2002 kehrte Loch nach Deutschland zurück, zuerst nach Duisburg und 2008 nach Essen, und arbeitete weiter an den in der Schweiz begonnenen Werkgruppen. Gleichzeitig wendete sie sich neuen, teilweise abstrakten Bildern zu. Die Fotografie und die Textarbeit waren weiterhin Teil ihres Schaffens.
2013 wurde eine Krebserkrankung diagnostiziert. Anne Loch kehrte zurück in die Schweiz und verstarb im Krankenhaus in Promontogno.

## Ausstellungen (Auswahl)

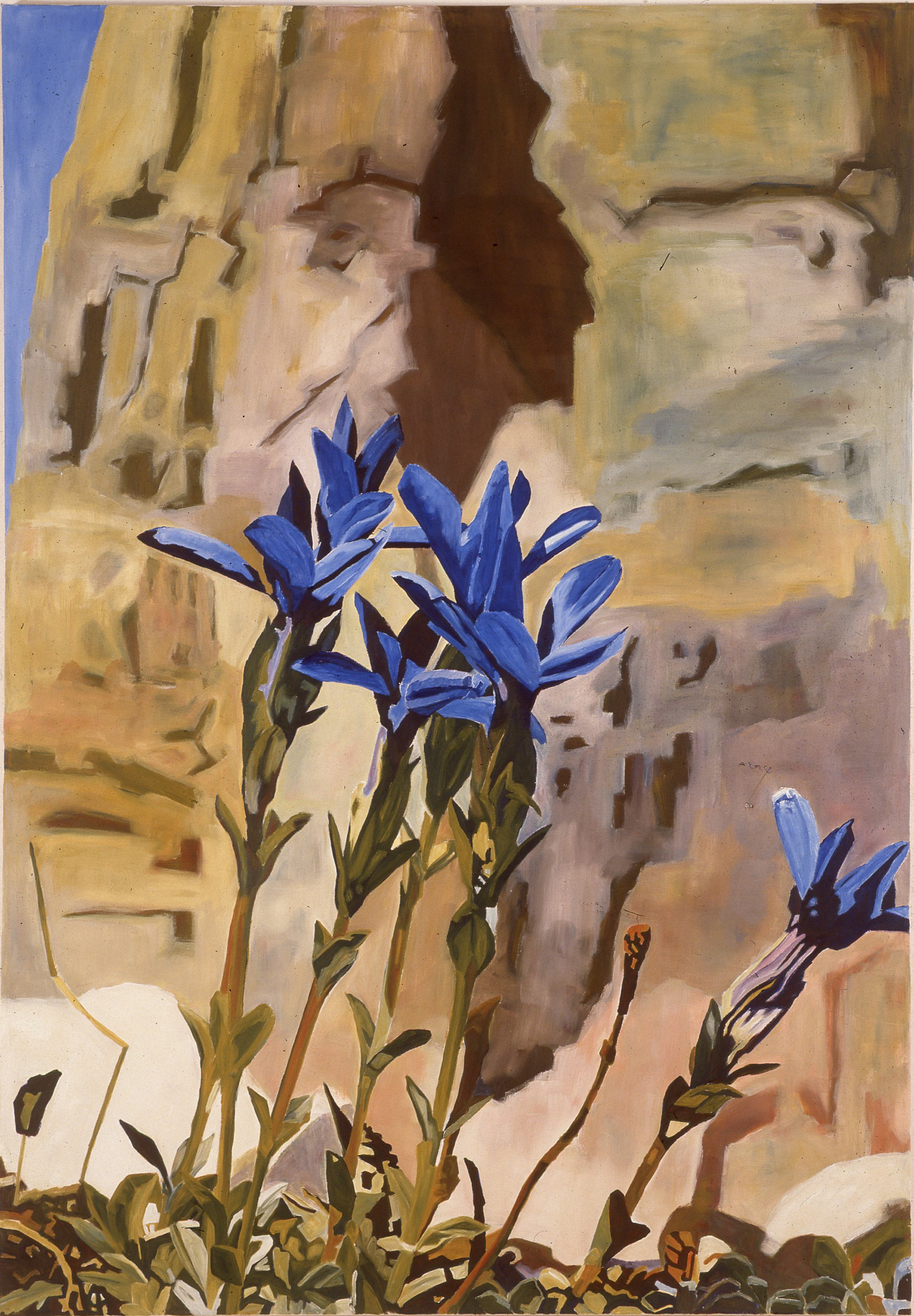
Anne Loch, Ohne Titel (AL 236), 1987, 200 × 140 cm

### Einzelausstellungen
- 1978: Räume und Begegnungen Collagen Objekte, Galerie Annelie Brusten, Wuppertal
- 1981: Pittura su carta e feltro, Goethe-Institut, Neapel
- 1982: Arbeiten 82 Neapel, Galerie Meier-Hahn, Düsseldorf
- 1983: Bilder, Galerie Ascan Crone, Hamburg
- 1986: recente schilderijen, Galerie van Krimpen, Amsterdam
- 1986: Galerie Monika Sprüth, Köln
- 1987: Galerie Erika und Otto Friedrich, Bern
- 1987: Landschaften, Neuer Aachener Kunstverein
- 1988: Eigener, Bonner Kunstverein, Bonn[5]
- 1990: Milch und Honig – 10 Arbeiten, Galerie Erika und Otto Friedrich, Bern
- 1991: Hinterrhein-Indifferenti, Galerie Toselli, Mailand
- 1992: Kunsthalle, Innsbruck
- 1997: Neue Bilder, Galerie Monika Sprüth, Köln
- 2004: Anne Loch / Painting – Position VI, Sprüth Magers Lee, London und Palma
- 2017: Künstliche Paradiese, Bündner Kunstmuseum, Chur

### Gruppenausstellungen
- 1982: Die Sonne bricht sich in den oberen Fenstern, Im Klapperhof 33, Köln
- 1985: Eau de Cologne. Nr. 1, Galerie Monika Sprüth, Köln
- 1986: Sie machen was sie wollen. Junge rheinische Kunst, Galerie Schipka, Sofia
- 1986: Compositie 2, Galerie van Krimpen, Amsterdam
- 1987: Wechselströme. Kontemplation – Expression – Konstruktion, Bonner Kunstverein, Bonn
- 1988: Farbe bekennen, Museum für Gegenwartskunst, Basel
- 1991: The Nineties, Bologna, Rimini, Cattolica
- 1992: Humpty Dumpty’s Kaleidoscope: A new generation of German artists, Museum of Contemporary Art Sydney
- 1993: Romantik in der Kunst der Gegenwart, Ludwig Forum für internationale Kunst, Aachen
- 1997: Die Schwerkraft der Berge, Aargauer Kunsthaus und Kunsthalle Krems
- 1998: Es grünt so grün …, Bonner Kunstverein, Bonn
- 2002: Schöne Aussicht – der Blick auf die Berge von Segantini bis Weinberger, Kunst Meran, Meran
- 2017: gezeichnet / gezeigt, Kunsthalle Palazzo, Liestal
- 2018: Im Streiflicht oder: die Lust an der Malerei, Kunsthalle Palazzo, Liestal
- 2019: PASSION. Bilder von der Jagd, Bündner Kunstmuseum, Chur

## Veröffentlichungen und Kataloge (Auswahl)

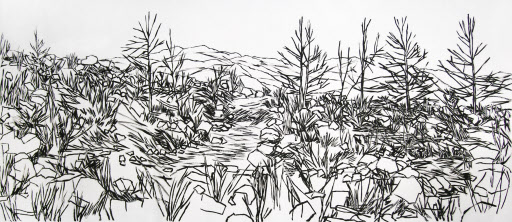
Anne Loch, Ohne Titel (AL 1171), 2005, Acryl auf Leinwand, 185 × 450 cm, Bündner Kunstmuseum, Chur

- Galerie Monika Sprüth, Eau de Cologne, Nr. 1, Ausstellungskatalog, Galerie Monika Sprüth, Köln, 1985
- Demosthenes Davvetas: Der Tänzer (mit Zeichnungen von Anne Loch), München: Ed. Pfefferle, 1986
- Annelie Pohlen: Wechselströme, Kontemplation – Expression – Konstruktion, Ausstellungskatalog, Bonner Kunstverein, Bonn, 1987
- Anne Loch: running to stand still oder rückwärts und barfuss, Ausstellungskatalog, Neuer Aachener Kunstverein, Aachen, 1987
- Anne Loch und Annelie Pohlen:, Anne Loch. Eigener, Ausstellungskatalog, Bonner Kunstverein, Bonn, 1988
- Galerie Erika und Otto Friedrich: Milch und Honig, 10 Arbeiten von Anne Loch, Ausstellungskatalog, Bern, 1990
- Anne Loch: Aufzeichnungen zu Bildern, Wolkenkratzer Art Journal, 4/1988, S. 78ff
- Galerie Toselli:  Hinterrhein indifferente, (mit einem Text von Anne Loch), Ausstellungskatalog, Mailand, 1992
- Ulrike Arnold: Der Fuchs und die Trauben, Kunstraum Wuppertal, Dokumentation 1990, Köln, 1998
- Anne Loch und André Born: Anne Loch. Der Soldat und die Gärtnerin, Bern, 2003
- Stephan Kunz (und andere): Anne Loch. Künstliche Paradiese, Ausstellungskatalog Bündner Kunstmuseum Chur, Zürich, 2017